# Lecompte
Lecompte – miasto w Stanach Zjednoczonych, w stanie Luizjana, w parafii Rapides.